# Ascotis zygankovi
Ascotis zygankovi är en fjärilsart som beskrevs av Alexander Michailovitsch Djakonov. Ascotis zygankovi ingår i släktet Ascotis och familjen mätare. Inga underarter finns listade i Catalogue of Life.